# Porsskärsfjärden
Porsskärsfjärden är en fjärd i Åland (Finland). Den ligger i den östra delen av landskapet, 60 km nordost om huvudstaden Mariehamn.